# Liste der Straßen und Plätze in Kiel/W

## Wa
Waffenschmiede, Holtenau
1954 wurde die Straße nach der früher hier gelegenen alten Schmiede benannt.
Wagnerring, Pries
1958 nach Richard Wagner benannt.
Wahlestraße, Ellerbek
1878 als Annenstraße angelegt, 1909 nach Heinrich Wahle (13. August 1841 bis 28. August 1906) benannt – langjähriger Gemeindevorsteher in Ellerbek.
Waisenhofstraße, Vorstadt, Exerzierplatz
1853 noch ohne Namen im Stadtplan von Thalbitzer eingezeichnet – benannt nach dem von Geheimrat Friedrich Gabriel Muhlius 1776 gestifteten ehemaligen Waisenhof.
Waitzstraße, Brunswik, Blücherplatz, Ravensberg
1869 nach Georg Waitz benannt.
Waldeck, Hasseldieksdamm
1965 wurde die Straße nach der im Zweiten Weltkrieg zerstörten Gaststätte Waldeck benannt, die dem Anfang der Straße gegenüberlag.
* Waldemarstraße,  Gaarden-Süd, Gaarden-Ost, Südfriedhof
1905 wurde der Name durch den Gemeinderat beschlossen, 1908 wurde die nach Waldemar Sörensen benannte Straße in Sörensenstraße umbenannt.
* Waldemarstraße, Wik
1907 nach Prinz Waldemar benannt, 1923 wurde die Straße in Seeblick umbenannt.

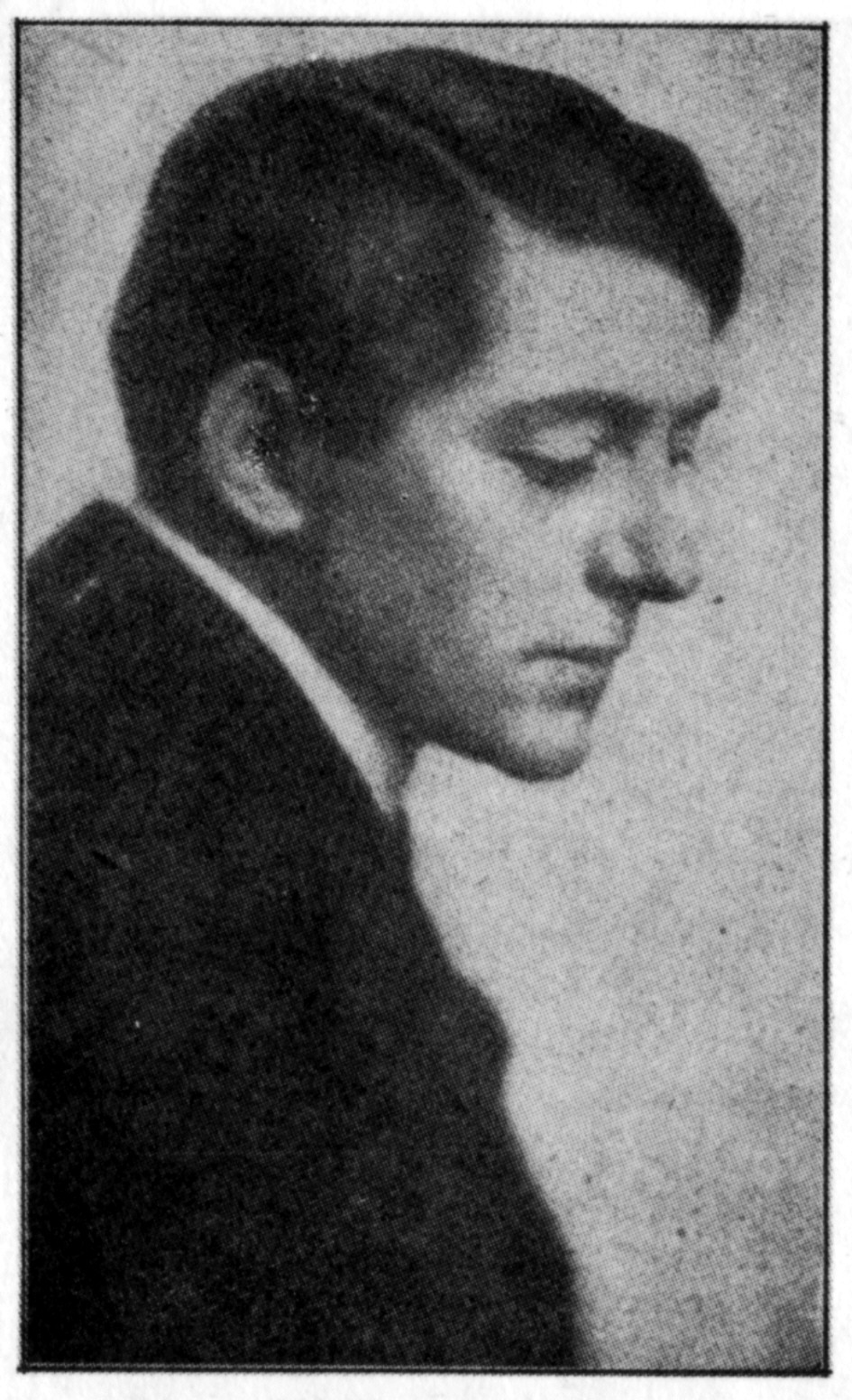
Waldemar Bonsels

Waldemar-Bonsels-Straße, Pries, Friedrichsort
1965 nach Waldemar Bonsels benannt.
* Waldweg, Elmschenhagen
1925 erstmals im Kieler Adressbuch aufgeführt, 1939 wurde die Straße in Rarsrott umbenannt.
* Waldweg, Neumühlen-Dietrichsdorf
1925 wurde der Name festgelegt, 1970 wurde die Straße Waldweg in den Ulmenweg einbezogen.
Waldweg, Russee
1962 wurde der Name durch den Gemeinderat beschlossen.
Waldwiesenstraße, Hassee
1897 als Georgstraße angelegt, 1910 nach dem Vergnügungsetablissement Waldwiese benannt.
Walkerdamm, Vorstadt
1627 erstmals erwähnt, 1793 in der Klessel'schen Karte eingezeichnet, 1799 die Straße ist erstmals im Taschenbuch für die Einwohner der Stadt Kiel aufgeführt – benannt nach den dort am früheren Prüner Lauf wohnenden Walkern oder Gerbern.
Wall / Am Wall, Altstadt
als Am Wall angelegt, 1565 der Wall ist im Kataster mit 13 Wohneinheiten aufgeführt, 1835 erstmals im Kieler Adressbuch aufgeführt, 1904 bisherige Damenstraße wurde in Am Wall einbezogen, 1906 in Wall umbenannt, 1926 wurde die Packhausstraße in den Wall einbezogen.
* Wallstraße, Friedrichsort
1923 erstmals im Kieler Adressbuch aufgeführt, 1930 noch im Adressbuch aufgeführt, Straße existiert nicht mehr.
Wannseebogen, Russee
1979 nach dem Ortsteil Wannsee im Berliner Verwaltungsbezirk Steglitz-Zehlendorf benannt.
Warnemünder Straße, Wik
von 1934 bis 1947 Maaßstraße, 1947 wurde die Straße in Warnemünder Straße nach der Stadt Warnemünde umbenannt.
* Wasserallee, Altstadt
1901 erstmals im Kieler Adressbuch aufgeführt, 1937 wurde die Straße in Langemarckufer umbenannt, 1947 wurde die Straße in Strandweg umbenannt, 1969 wurde das Teilstück von der Seeburg nach Norden Hindenburgufer; der Abschnitt von der Seeburg bis Wall Düsternbrooker Weg.
* Wasserallee, Friedrichsort
1923 erstmals im Kieler Adressbuch aufgeführt, 1933 wurde die Straße in Skagerrakufer umbenannt.
* Wasserturm, Elmschenhagen
1936 erstmals im Kieler Adressbuch aufgeführt, 1939 nach der Eingemeindung aufgehoben.
Wassilystraße, Hassee
1962 nach Paul Wassily benannt.

## Web–Wei

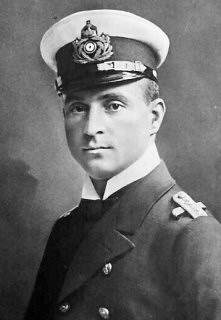
Otto Weddigen

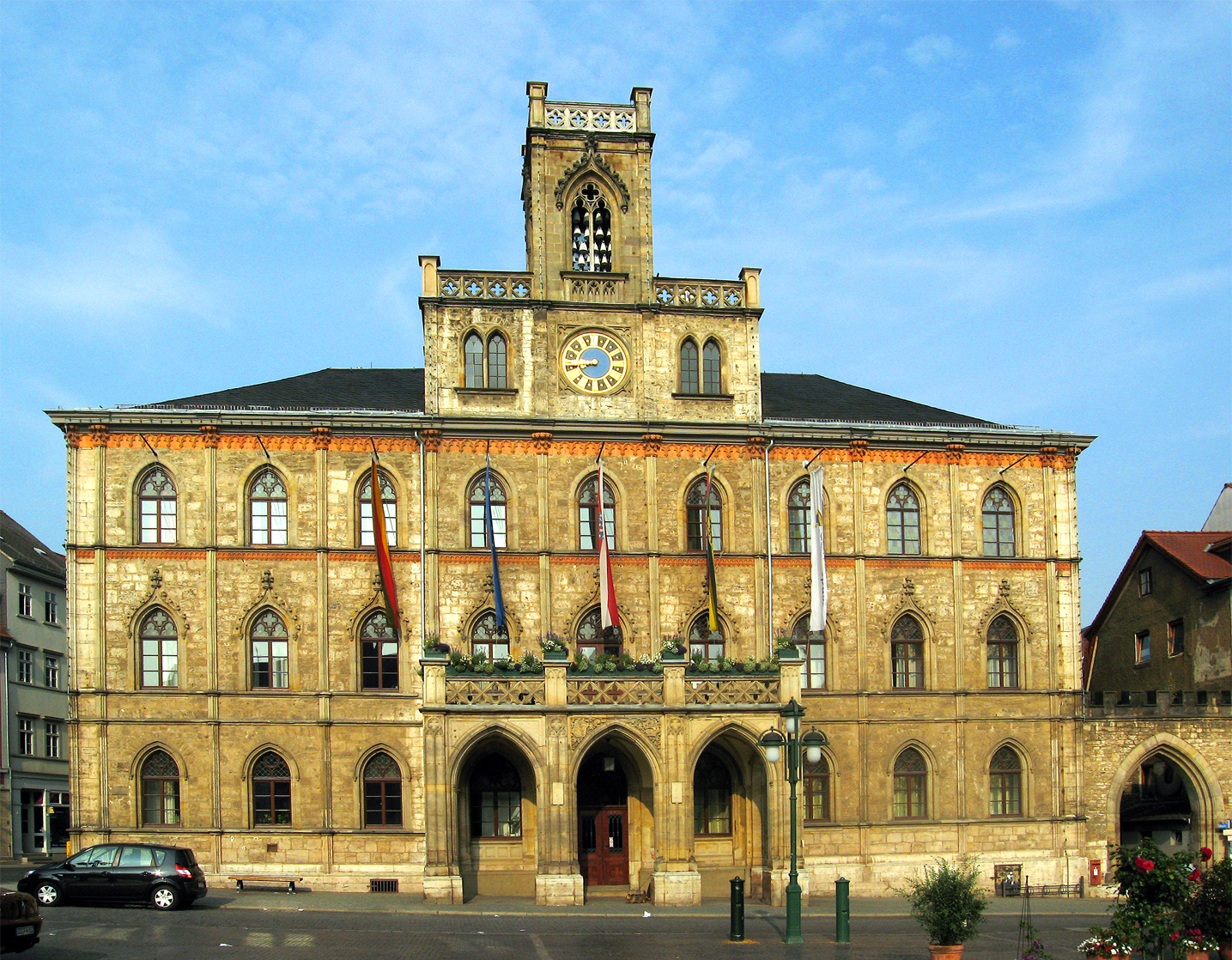
Das Weimarer Rathaus

Weberstraße, Exerzierplatz
1889 nach Georg Heinrich Weber benannt.
* Weddigenring, Ravensberg
1907 als Habsburgerring angelegt, 1937 nach Otto Weddigen umbenannt, heute Teil des Westrings.
* Weddigenstraße, Elmschenhagen
1919 erstmals im Kieler Adressbuch aufgeführt, 1939 in Berchtesgadener Straße umbenannt.
* Weddigenstraße, Wik
1934 ist die Straße im Kasernengelände der Wik in einer Karte der Stadtvermessungsabteilung eingezeichnet, 1947 wurde die Straße in Brandenburger Straße umbenannt.
* Weg nach Hasseldieksdamm, Hassee
1789 noch ohne Namen auf der Topographisch Militärischen Charte des Herzogtums Holstein (1789–1796) Nr. 21 von Major Gustav Adolf von Varendorf eingezeichnet, 1908 erstmals im Kieler Adressbuch aufgeführt, 1910 in Russeer Weg umbenannt.
* Weg nach Strande, Schilksee
1940 erstmals im Kieler Adressbuch aufgeführt, 1963 in Deichstraße umbenannt.
Weg zur Au, Suchsdorf
2002 wurde der Name für den Weg zur Kronshagen-Ottendorfer Au festgelegt.
* Weg zur Fähre, Gaarden-Ost
1908 als Zur Fähre angelegt, 1923 in Weg zur Fähre umbenannt, 1936 wieder in Zur Fähre umbenannt.
Wehdenweg, Wellingdorf
1901 im Protokolltext erwähnt, 1904 erstmals im Kieler Adressbuch aufgeführt, 1905 einschließlich Schmiedestraße – nach der Wehdenkoppel benannt.
Weiden, Suchsdorf
2002 nach einer alten Gemarkung benannt.
Weidenweg, Elmschenhagen
1933 als Litzmannstraße angelegt, 1945 in Weidenweg umbenannt.
Weimarer Straße, Wik
angelegt als Hildebrandstraße, 1947 nach der Stadt Weimar umbenannt.
Weinberg, Elmschenhagen
1909 erstmals im Kieler Adressbuch aufgeführt – Wohnplatz in der früheren Landgemeinde Elmschenhagen.
* Weinbergsweg, Elmschenhagen
1927 erstmals im Kieler Adressbuch aufgeführt, 1936 in Radebrook umbenannt.
Weißdornweg, Suchsdorf
als Neue Heimat angelegt, 1967 in Weißdornweg umbenannt, Straßenname aus dem Bereich der Botanik.
Weißenburgstraße, Schreventeich
1895 wurde der Name zur Erinnerung an die Schlacht bei Weißenburg festgelegt.

## Wel
Wellingdorfer Straße, Ellerbek
als Augustenstraße angelegt, 1898 erstmals im Kieler Adressbuch aufgeführt, 1910 nach dem benachbarten Stadtteil Wellingdorf in Wellingdorfer Straße umbenannt.
Wellseedamm, Elmschenhagen, Wellsee
als Poppenbrücker Weg (Wellsee) angelegt, 1925 erstmals im Kieler Adressbuch aufgeführt, 1973 wurde ein Teilstück des Poppenbrücker Weges in Wellseedamm umbenannt, 1992 erhielt die Verlängerung der Straße Wellseedamm (Poppenbrücker Weg – Liebigstraße) die Bezeichnung Wellseedamm, 1995 der östliche Abschnitt des Poppenbrücker Weges zwischen dem Rad- und Gehweg und dem Wellseedamm wurde in Wellseedamm umbenannt.
* Wellseer Weg, Elmschenhagen
1908 erstmals im Kieler Adressbuch aufgeführt, 1939 in Meitzenstraße umbenannt, 1945 in Schlehenkamp umbenannt.
Wellseer Weg, Gaarden-Süd
1892 im Protokolltext der Gemeinderatssitzung erwähnt,
* Wendenburgstraße, Holtenau
als Bergstraße angelegt, 1910 im Protokolltext der Gemeinderatssitzung erwähnt, 1922 in Königsende umbenannt, 1934 nach dem ehemaligen Amts- und Gemeindevorsteher von Holtenau Ewald Wendenburg (1915–1922) in Wendenburgstraße umbenannt, 1947 in Schwester-Therese-Straße umbenannt.
* Wendenburgstraße, Holtenau
als Dorfstraße angelegt, 1789 noch ohne Namen auf der Topographisch Militärischen Charte des Herzogtums Holstein (1789–1796) Nr. 11 von Major Gustav Adolf von Varendorf eingezeichnet, 1898 die Dorfstraße  wird im Protokolltext der Gemeinderatssitzung erwähnt, 1912  in Kieler Straße umbenannt, 1922 in Wendenburgstraße umbenannt, 1933 in Richthofenstraße umbenannt.
Wendenweg, Meimersdorf
1958 nach den Wenden benannt.
Wenrade, Steenbek-Projensdorf
1928 nach einer alten Flurbezeichnung benannt.

## Wer

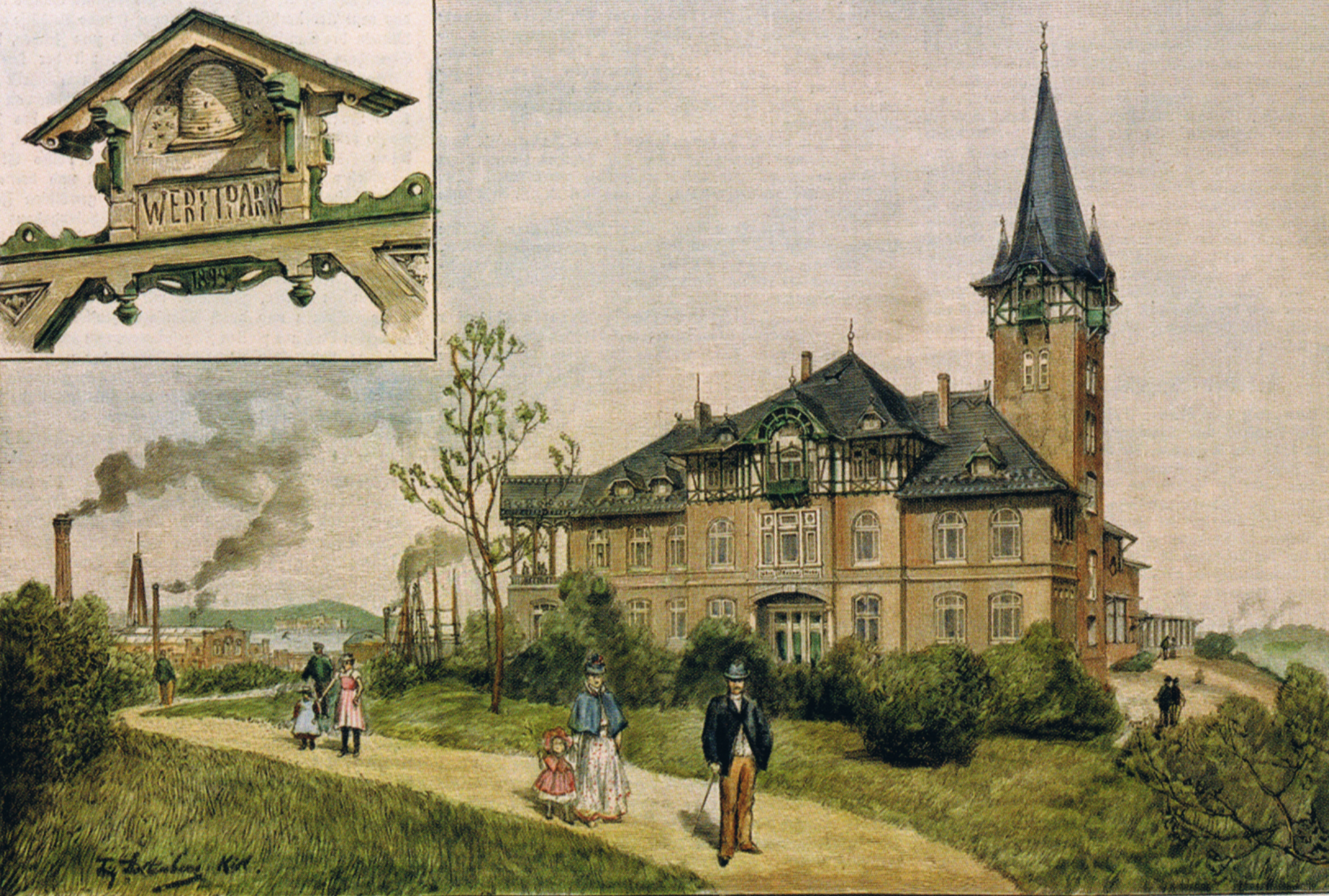
Werftpark 1901

Werdenfelser Straße, Kroog
als Straße P der Landhaussiedlung Kroog angelegt, 1930 erstmals im Kieler Adressbuch aufgeführt, 1933 in Mackensenstraße umbenannt, 1939 nach der Landschaft Werdenfelser Land in Werdenfelser Straße umbenannt.
Werftbahnstraße, Südfriedhof
1887 wurde der Name für die Straße zwischen der Gaardener Straße und der Schlachthofstraße festgelegt, 1908 als öffentliche Straße aufgehoben, die jetzige Straße entstand in den Weltkriegsjahren und wurde 1918 benannt – parallel verläuft die Bahn zu den Werften.
* Werftpark, Ellerbek
ca. 1890/92 als Werfterholungspark/Werftpark entstanden, 1936 in Horst-Wessel-Park umbenannt, 1947 in Volkspark umbenannt.
* Werftstraße, Gaarden-Ost
1875 erstmals im Kieler Adressbuch aufgeführt, 1910 in Sandkrug umbenannt.
Werftstraße, Ellerbek, Gaarden-Ost, Südfriedhof
als Schönberger Straße angelegt, 1789 noch ohne Namen auf der Topographisch Militärischen Charte des Herzogtums Holstein (1789–1796) Nr. 21 von Major Gustav Adolf von Varendorf eingezeichnet – siehe Karte, 1875 erstmals im Kieler Adressbuch aufgeführt, 1910 wurden die Ringstraße und die Schönberger Straße in Werftstraße umbenannt, 1980 wurde der südlich der Preetzer Straße gelegene Teil der Werftstraße in die Sörensenstraße einbezogen.
* Werftstraße, Neumühlen-Dietrichsdorf
1893 im Protokolltext der Gemeinderatssitzung erwähnt, 1894 erstmals im Adressbuch Gaarden-Ost aufgeführt, 1925 in Grenzstraße umbenannt.
Werner-Siemens-Straße, Friedrichsort
als Kasernenstraße angelegt, 1923 erstmals im Kieler Adressbuch aufgeführt, 1925 wurde die Straße nach Werner von Siemens benannt.

## Wes
Weserfahrt, Düsternbrook
1927 wurde der Name festgelegt, Seeleute nennen eine schwierige Fahrrinne im Jadebusen durch das Wattenmeer zur Wesermündung hin Weserfahrt, in Kiel wurde der Abkürzungsweg zur Marinestation scherzhaft so genannt, diese Wegebezeichnung wurde 1927 amtlich.
Wesselburener Straße, Wik
1940 nach der Stadt Wesselburen benannt.
Westenhofstraße, Holtenau
1929 nach einer alten Flurbezeichnung benannt.
Westring, Südfriedhof, Schreventeich, Ravensberg, Wik
1947 wurden die Straßen Hohenstaufenring, Hohenzollernring und Weddingenring zwischen Hasseldieksdammer Weg und Ravensberg in Westring umbenannt, 1967 wurden das neue Teilstück im Süden bis zur Saarbrückenstraße und die Verlängerung nach Norden und dann nach Nordwesten bis zur Einmündung in die Projensdorfer Straße mit Westring bezeichnet, 1995 wurde der Mühlenweg zwischen Westring und B 503 in den Westring einbezogen.
Weststraße, Pries
1907 wurde der Name festgelegt – Zur Zeit der Anlage war die Straße die westlichste in Pries.
Wetterbek, Suchsdorf
1993 nach einem Flurnamen benannt.

## Wi

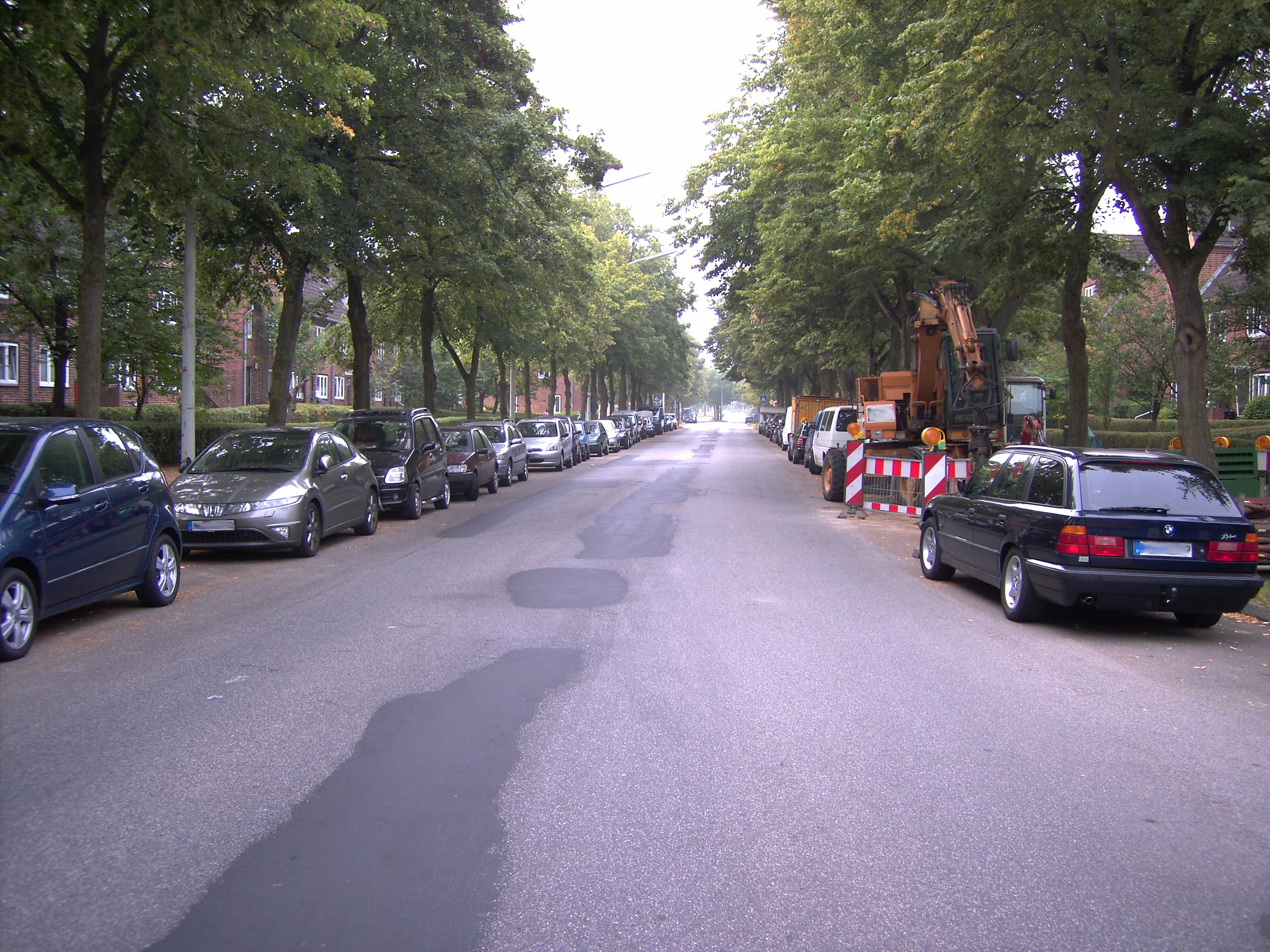
Wiener Allee

* Wichmannstraße, Ravensberg
1910 wurde der Name festgelegt, Straße war projektiert als Querstraße zur Gutenbergstraße wurde jedoch nicht gebaut.
Wichmannstraße, Vorstadt
1933 nach Heinrich Wichmann (27. August 1830 bis 11. April 1912) benannt – Stadtrat, vermachte seiner Vaterstadt 1910 das Wichmannstift.
Wiener Allee, Elmschenhagen
1939 nach der Stadt Wien benannt.
Wiepenkrog, Hassee
1934 nach einer alten Flurbezeichnung benannt.
* Wiesenweg, Russee
1944 wurde der Name beschlossen, 1949 erstmals im Kieler Adressbuch aufgeführt, 1970 Dieksweg und Wiesenweg wurden in Schiefe Horn umbenannt.
Wiesenweg, Steenbek-Projensdorf
1928 als Mittelweg angelegt, 1929 in Wiesenweg umbenannt – Straße führt auf die dort vorhandene Planschenwiese.
Wiker Knoten, Wik
2006 wurde der Name für den Kreuzungsbereich der Bundesstraße 503 südlich der Prinz-Heinrich-Brücke festgelegt.
Wiker Straße, Wik
als Dorfstraße angelegt, 1897 in Wiker Straße umbenannt.
Wikingerbummel, Mettenhof
1974 wurde der Name nach den Wikingern benannt.
Wikingerstraße, Gaarden-Ost
1903 wurde der Name festgelegt.

## Wil

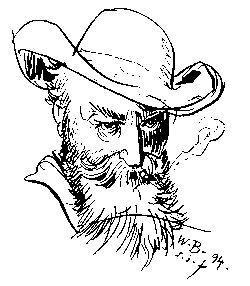
Wilhelm Busch

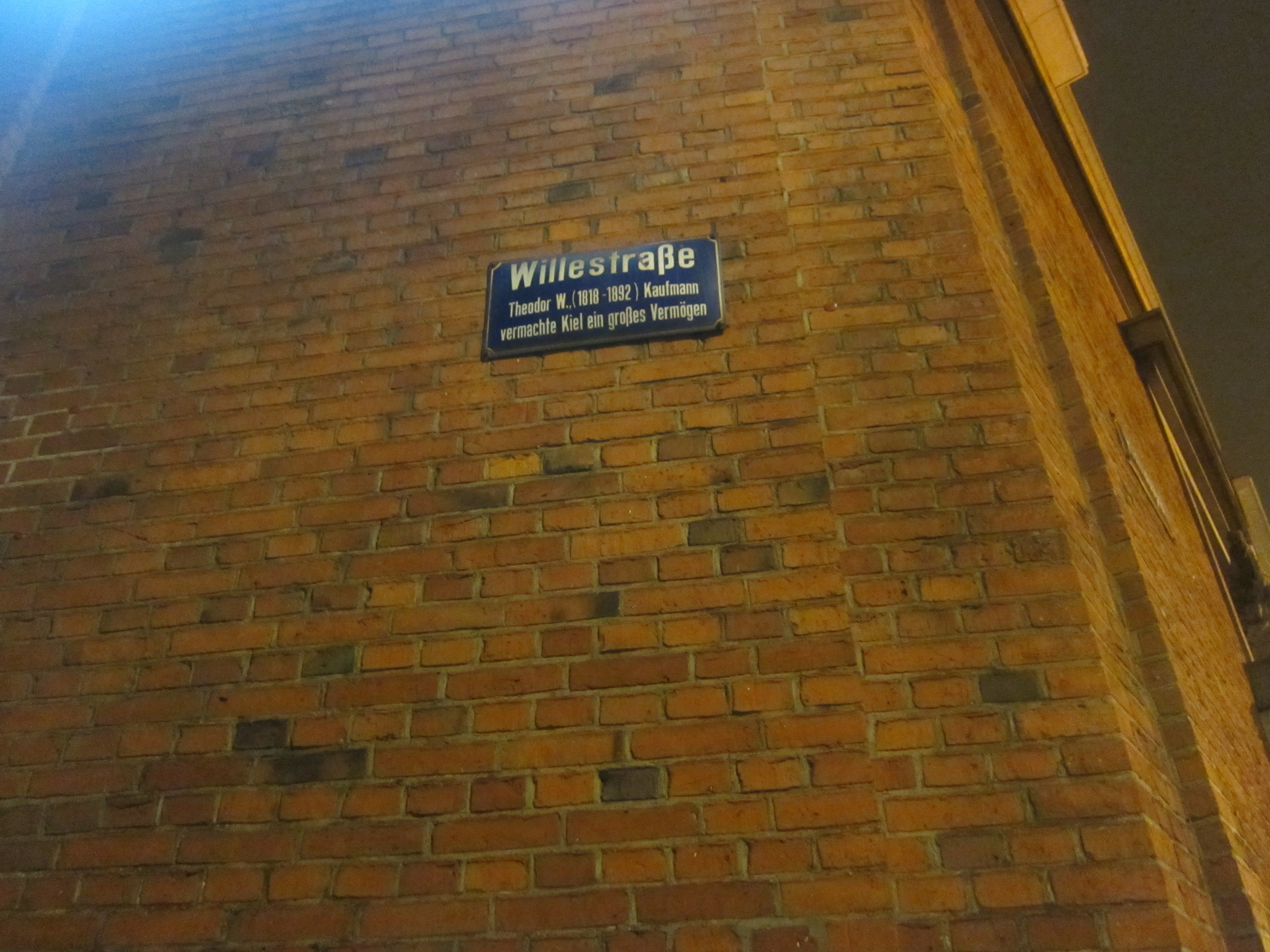
Straßenschild Willestraße mit Erklärung

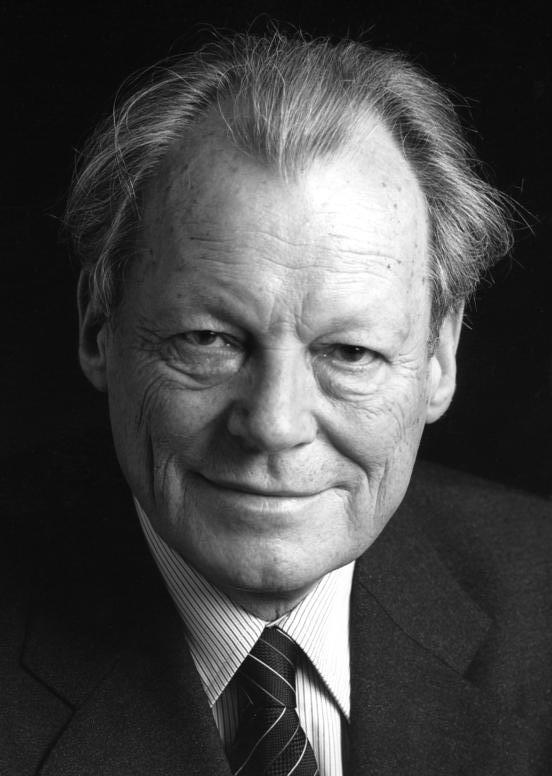
Willy Brandt

Wilhelm-Busch-Platz, Ellerbek
1950 nach Wilhelm Busch benannt.
Wilhelm-Busch-Straße, Pries
1940 nach Wilhelm Busch benannt.
* Wilhelminenhöhe, Gaarden-Ost
1875 erstmals im Kieler Adressbuch aufgeführt,
* Wilhelminenstraße, Gaarden-Ost
1875 erstmals im Kieler Adressbuch aufgeführt, 1901 in Hügelstraße umbenannt.
Wilhelminenstraße, Damperhof
vor 1853 Kuckucksredder, 1853 noch ohne Namen im Stadtplan von Thalbitzer eingezeichnet, 1869 wurde der Name der Straße nach der Prinzessin Wilhelmine in Wilhelminenstraße festgelegt.
Wilhelm-Lobsien-Weg, Pries
1956 nach Wilhelm Lobsien benannt.
Wilhelmplatz, Schreventeich
1894 nach Kaiser Wilhelm I. benannt, 1927 in Platz der Republik umbenannt, 1933 wieder in Wilhelmplatz umbenannt.
Wilhelm-Raabe-Weg, Pries
1940 nach Wilhelm Raabe benannt.
Wilhelm-Seelig-Platz, Ravensberg
1979 nach Wilhelm Seelig benannt.

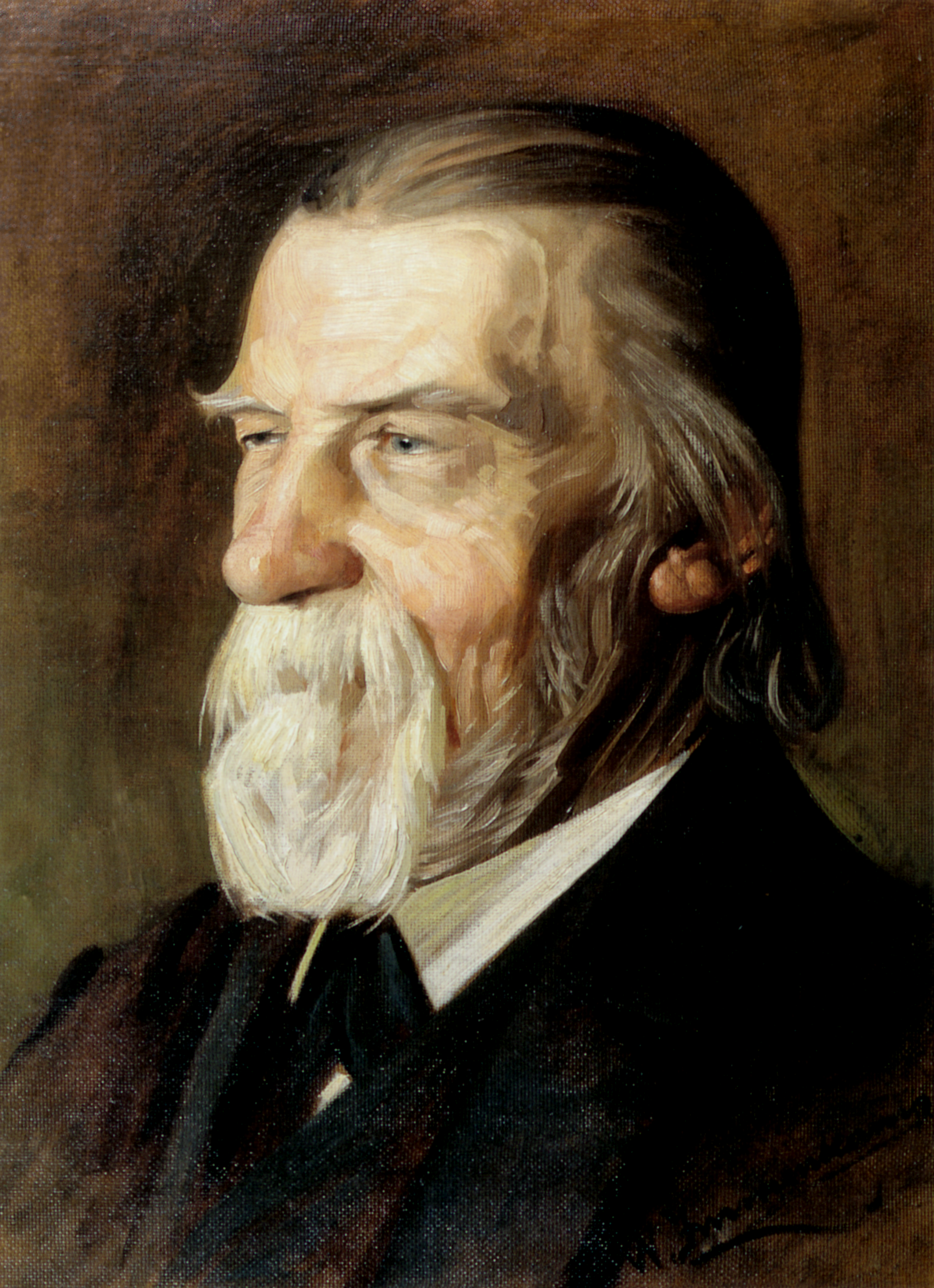
Wilhelm Raabe

Wilhelmshavener Straße, Blücherplatz
1936 nach der Stadt Wilhelmshaven benannt.
Wilhelm-Spiegel-Straße, Wellsee
1993 nach Wilhelm Spiegel benannt.
Wilhelm-Spiegel-Weg,
1947 wurde der Forstweg zwischen Niemannsweg und Bülowstraße in Wílhelm-Spiegel-Weg umbenannt, 1948 wurde die Umbenennung aufgehoben.
Wilhelmstraße, Gaarden-Ost
1890 erstmals im Kieler Adressbuch aufgeführt – benannt nach dem Sohn des Grundstückseigentümers Steffen Sohst.
Wilhelm-Wisser-Straße, Pries
1937 nach Wilhelm Wisser benannt.
Willestraße, Vorstadt
1909 nach Theodor Wille (27. September 1818 bis 9. Januar 1892) benannt – Kaufmann, vermachte seiner Vaterstadt 1 800 000 Mark Vermögen an Grundstücken und Kapitalien.
Willy-Brandt-Ufer, Gaarden-Ost
1995 nach Willy Brandt benannt.
Willy-Jacob-Weg, Wellingdorf
1967 nach Willy Jacob (16. Dezember 1885 bis 3. April 1960) benannt – Vorstandsvorsitzender der Gemeinnützigen Heimstätten – Genossenschaften Kiel-Ost, von 1931 bis 1933 und von 1945 bis 1952.
Wilmersdorfer Straße, Russee
1984 nach dem Berliner Stadtteil Wilmersdorf benannt.

## Win
Windjammer, Schilksee
1974 nach einem Segelschiff alter Bauart benannt.
Winkelkoppel, Suchsdorf
2002 nach einer alten Gemarkung benannt.
* Winterbeker Straße, Südfriedhof
1853 noch ohne Namen im Stadtplan von Thalbitzer eingezeichnet, 1872 erstmals im Kieler Adressbuch aufgeführt, nach dem Dorf Winterbek benannt, 1908 in Michelsenstraße umbenannt.
Winterbeker Weg, Südfriedhof, Hassee
1789 noch ohne Namen auf der Topographisch Militärischen Charte des Herzogtums Holstein (1789–1796) Nr. 21 von Major Gustav Adolf von Varendorf eingezeichnet – siehe Karte, 1880 erstmals im Kieler Adressbuch aufgeführt – ehemalige Landstraße zum Dorf Winterbek.
Wippen, Suchsdorf
1969 nach einer alten Flurbezeichnung benannt.
Wischhofstraße, Wellingdorf
1904 erstmals im Kieler Adressbuch aufgeführt, 1908 wurde der Name nach einer alten Flurbezeichnung festgelegt.
Wismarer Straße, Wik
vor 1947 Hipperstraße, 1947 nach der Stadt Wismar benannt.

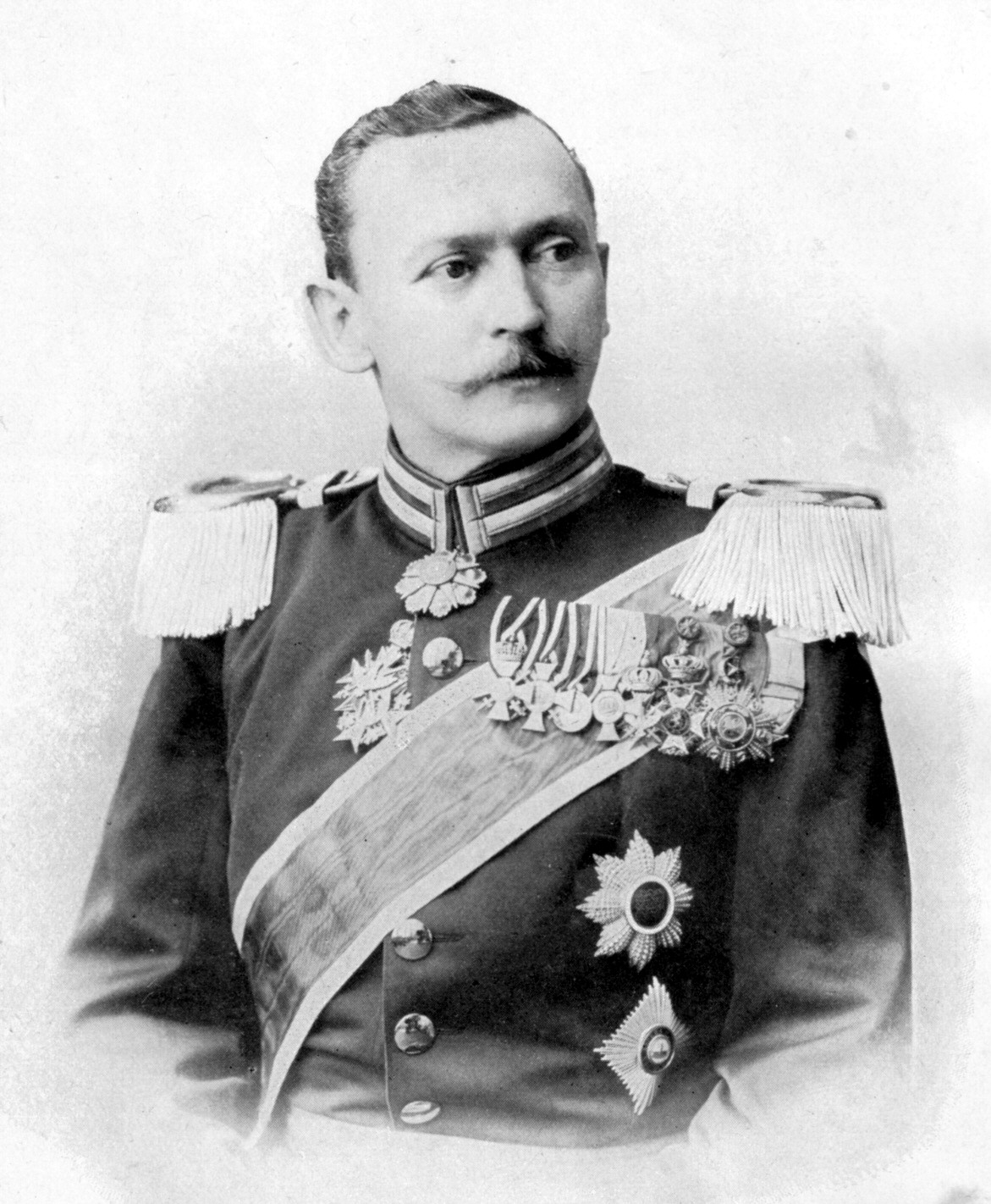
Hermann von Wissmann

Wißmannstraße, Neumühlen-Dietrichsdorf
1939 nach Hermann von Wissmann benannt.
Wittenbrook, Holtenau
1951 nach einer alten Flurbezeichnung benannt.
Wittland, Hasseldieksdamm
1910 erstmals im Kieler Adressbuch aufgeführt, Benennung wohl nach dem hier 1768 entstandenen Gehöft Wittland.
Wittschap, Russee
2003 nach einer Flurbezeichnung benannt.
Witzlebenweg, Wellsee
1983 nach Erwin von Witzleben benannt.

## Wo

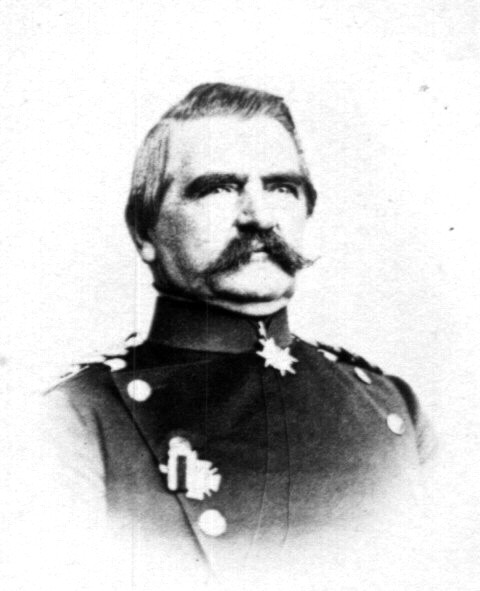
Karl Freiherr von Wrangel

Wöhrbek, Moorsee
2005 nach einem alten Flurnamen benannt. 2012 wurde der Straßenname aufgehoben.

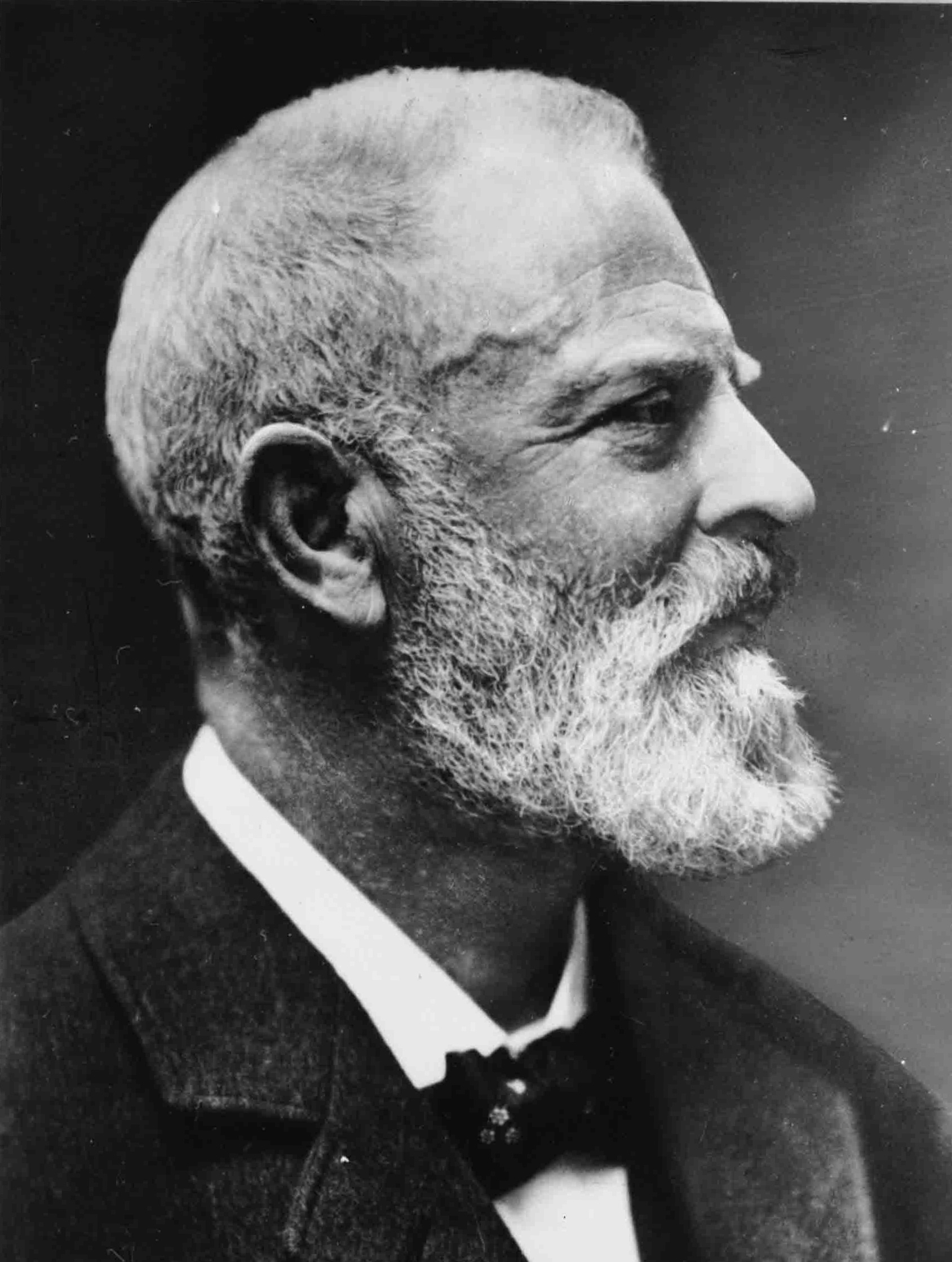
Adolph Woermann

Woermannstraße, Neumühlen-Dietrichsdorf
1939 nach Adolph Woermann benannt.
Wörthstraße, Schreventeich
1895 wurde der Name der Straße zur Erinnerung an die Schlacht bei Wörth festgelegt.
Wohldkoppel, Wellingdorf
1936 nach einer Flurbezeichnung benannt.
Wohlersberg, Rönne
1971 erstmals im Kieler Adressbuch aufgeführt – Wohnplatz in der früheren Landgemeinde Rönne.
Wolblöken, Rönne
als Schulredder angelegt, 1971 nach einer alten Flurbezeichnung in Wohlblöken umbenannt.
Wolliner Weg, Suchsdorf
1962 nach der Ostseeinsel Wollin benannt.
Wolperdingstraße, Steenbek-Projensdorf
1962 nach Friedrich Ernst Wolperding benannt.
Woltersweg, Steenbek-Projensdorf
1962 nach Thomas Wolters (2. August 1854 bis 28. Januar 1909) benannt – zwei Gemälde in der Kunsthalle zu Kiel.
Wrangelstraße, Blücherplatz
1891 wurde der Name der Straße nach Karl Freiherr von Wrangel festgelegt – Trommler von Kolding.
Wüstenfelde, Elmschenhagen
1912 nach einer alten Flurbezeichnung festgelegt.
Wulfsbrook, Hassee
1908 wurde der Name durch den Gemeinderat beschlossen – Alter Name (Wulvesbrook) für eine Flur, die einem Marquard Wulf gehörte und die im Jahr 1462 an das Kloster St. Jürgen in Kiel kam. Gaarden-Süd ist aus dem auf dieser Flur gegründeten Dorf hervorgegangen.
Wulfskamp, Wellingdorf
1945 nach einer Flurbezeichnung benannt.
Wullestraße, Holtenau
1926 nach Karl Wulle benannt – Wulle war von 1920 bis 1926 Leiter des Reichskanalamtes.